# Eupelmus cavifrons
Eupelmus cavifrons är en stekelart som beskrevs av Boucek 1965. Eupelmus cavifrons ingår i släktet Eupelmus och familjen hoppglanssteklar.
Artens utbredningsområde är:
- Tjeckien.
- Slovakien.
- Kazakstan.
- Moldavien.

Inga underarter finns listade i Catalogue of Life.